# Альберт Крусат
Альберт Крусат (ісп. Albert Crusat, нар. 13 травня 1982, Барселона) — іспанський футболіст, що грав на позиції півзахисника, зокрема за «Альмерію» та юнацькі збірні Іспанії.

## Клубна кар'єра
Народився 13 травня 1982 року в Барселоні. Вихованець футбольної школи місцевого «Еспаньйола». Дорослу футбольну кар'єру розпочав 2002 року в основній команді того ж клубу, в якій провів один сезон, взявши участь у 5 матчах чемпіонату, проте здебільшого грав за другу команду клубу.
2003 року перейшов до друголігового «Райо Вальєкано», у складі якого також не пробився до основного складу, після чого приєднався до «Льєйди», команди Сегунди Б. Допміг команді у першому ж сезоні пробитися до Сегунди, на рівні якої в сезоні 2004/05 вже був основним гравцем.
Влітку 2005 року перейшов до іншої друголігової команди, «Альмерії», де відразу став стабільним гравцем «основи». За два роки допоміг команді з Альмерії здобути путівку до елітної Ла-Ліги, де лишався основним гравцем протягом настуних чотирьох сезонів. За результатами сезону 2010/11 «Альмерія» втратила місце у найвищому іспанському дивізіоні, і Крусат став одним із гравців, що не поїхав із командою до Сегунди.
Влітку 2011 року гравця за 2 мільйони фунтів придбав англійський «Віган Атлетік», де головний тренер іспанець Роберто Мартінес робив ставку на гравців-земляків. Але протягом двох років, проведених в Англії, Крусат з'являвся на полі лише епізодично. 2014 року став гравцем ізраїльського «Бней-Сахнін», за який взяв участь лише у чотирьох іграх, після чого оголосив про завершення кар'єри.

## Виступи за збірні
1998 року дебютував у складі юнацької збірної Іспанії (U-16), загалом на юнацькому рівні за комнади різних вікових категорій взяв участь у 16 іграх, відзначившись двома забитими голами.

## Титули і досягнення
- Володар Кубка Англії (1):

«Віган Атлетік»: 2012-2013
Збірні
- Чемпіон Європи (U-16): 1999